# Copa do Mundo VIVA de 2010
A Copa do Mundo da VIVA de 2010 foi a quarta edição da Copa do Mundo da VIVA, um torneio internacional de futebol para as equipes não afiliadas à FIFA, organizado pela NF-Board. O torneio foi disputado em Gozo. 6 equipes participaram do torneio, incluindo a até entaão bicampeã, seleção da Padânia.

## Equipes participantes
| Equipe        | Posição | Participação |
| ------------- | ------- | ------------ |
| Padânia       | 1º      | 3ª           |
| Curdistão     | 2º      | 3ª           |
| Occitânia     | 3º      | 3ª           |
| Duas Sicílias | 4º      | 1ª           |
| Gozo          | 5º      | 2ª           |
| Provença      | 6º      | 3ª           |

## Sedes
| Cidade  | Estádio       | Capacidade |
| ------- | ------------- | ---------- |
| Xewkija | Gozo Stadium  | 4.000      |
| Sannat  | Sannat Ground | 1.500      |

## Fase de grupos
| Legenda | Legenda                                  |
| ------- | ---------------------------------------- |
|         | Equipes classificadas para as semifinais |

#### Grupo A
| Equipe    | Pts. | J | V | E | D | GM | GS | SG |
| --------- | ---- | - | - | - | - | -- | -- | -- |
| Padânia   | 6    | 2 | 2 | 0 | 0 | 3  | 1  | +2 |
| Occitânia | 3    | 2 | 1 | 0 | 1 | 5  | 1  | +4 |
| Gozo      | 0    | 2 | 0 | 0 | 2 | 1  | 7  | −6 |

| 31 de maio de 2010 | Gozo          | 1 - 2     | Padânia                    | Gozo Stadium, Xewkija         |
| 20:15 CET          | Camilleri 40' | Relatório | Nannini 7' · Prandelli 82' | Árbitro: SWE Per Anders Blind |

| 1 de junho de 2010 | Occitânia | 0 - 1     | Padânia    | Gozo Stadium, Xewkija         |
| 19:30 CET          |           | Relatório | Ghezzi 65' | Árbitro: KUR Karim Azad Hatim |

| 2 de junho de 2010 | Gozo | 0 - 5     | Occitânia                                                   | Gozo Stadium, Xewkija         |
| 19:30 CET          |      | Relatório | Ballue 1' (pen), 36' · Taillan 61' · Amiel 88' · Soro 90+2' | Árbitro: SWE Per Anders Blind |

#### Grupo B
| Equipe        | Pts. | J | V | E | D | GM | GS | SG |
| ------------- | ---- | - | - | - | - | -- | -- | -- |
| Curdistão     | 6    | 2 | 2 | 0 | 0 | 7  | 3  | +4 |
| Duas Sicílias | 3    | 2 | 1 | 0 | 1 | 2  | 4  | −2 |
| Provença      | 0    | 2 | 0 | 0 | 2 | 2  | 4  | −2 |

| 31 de maio de 2010 | Curdistão                                    | 4 - 1     | Duas Sicílias   | Sannat Ground, Sannat     |
| 17:30 CET          | Mushin 21' · Qaraman 50', 57' · Abdullah 82' | Relatório | Cappuccilli 75' | Árbitro: MLT Aaron Refalo |

| 1 de junho de 2010 | Provença | 0 - 1     | Duas Sicílias        | Sannat Ground, Sannat        |
| 17:30 CET          |          | Relatório | Cappuccilli 5' (pen) | Árbitro: ITA Luciano Casnati |

| 2 de junho de 2010 | Curdistão                       | 3 - 2     | Provença               | Sannat Ground, Sannat      |
| 17:30 CET          | Qaraman 31', 90+5' · Rahman 35' | Relatório | Borghesi 19' 39' (pen) | Árbitro: ITA Antonio Guida |

## Fase eliminatória
|  | Semifinais           | Semifinais           |   |                     | Final                | Final |  |
|  |                      |                      |   |                     |                      |       |  |
|  | 4 de junho – Sannat  |                      |   |                     |                      |       |  |
|  | Curdistão            | 2                    |   |                     |                      |       |  |
|  | Occitânia            | 1                    |   |                     |                      |       |  |
|  |                      |                      |   |                     |                      |       |  |
|  |                      |                      |   |                     | 5 de junho – Xewkija |       |  |
|  |                      |                      |   |                     | Curdistão            | 0     |  |
|  |                      | Padânia              | 1 |                     |                      |       |  |
|  |                      |                      |   |                     |                      |       |  |
|  |                      |                      |   |                     |                      |       |  |
|  |                      |                      |   |                     | Terceiro lugar       |       |  |
|  | 4 de junho – Xewkija | 4 de junho – Xewkija |   | 5 de junho – Sannat | 5 de junho – Sannat  |       |  |
|  | Padânia              | 2                    |   | Occitânia           | 2                    |       |  |
|  | Duas Sicílias        | 0                    |   |                     | Duas Sicílias        | 0     |  |

### Disputa do 5° lugar
| 4 de junho de 2010 | Gozo                          | 2 - 1     | Provença       | Gozo Stadium, Xewkija       |
| 15:30 CET          | Buttigieg 59' · Camilleri 89' | Relatório | Juan 19' (pen) | Árbitro: MALLT Aaron Fenech |

### Semifinais
| 4 de junho de 2010 | Curdistão                 | 2 - 1     | Occitânia | Sannat Ground, Sannat      |
| 17:30 CET          | Qamaran 71' · Mohamed 82' | Relatório | Gamet 37' | Árbitro: ITA Antonio Guida |

| 4 de junho de 2010 | Padânia                | 2 - 0     | Duas Sicílias | Gozo Stadium, Xewkija         |
| 19:30 CET          | Nannini 62' · Ganz 86' | Relatório |               | Árbitro: KUR Karim Azad Hatim |

### Disputa do 3° lugar
| 5 de junho de 2010 | Occitânia                 | 2 - 0     | Duas Sicílias | Sannat Ground, Sannat        |
| 21:00 CET          | Taillan 28' · Gamet 90+3' | Relatório |               | Árbitro: ITA Luciano Casnati |

### Final
| 5 de junho de 2010 | Curdistão | 0 - 1     | Padânia   | Gozo Stadium, Xewkija        |
| 18:00 CET          |           | Relatório | Mosti 24' | Árbitro: ITA Mario Mazzoleni |

## Premiação
| Copa do Mundo VIVA de 2010  |
| --------------------------- |
| Padânia Campeão (3º título) |

## Artilharia
5 Gols
| - Haider Qaraman |

2 Gols
| - Pietro Cappuccilli - John Camilleri - Eric Gamet - Marc Ballue - Sebastian Taillan - Mauro Nannini - Bruno Borghesi |

1 Gol
| - Dayar Hamad Rahman - Karsaz Mohamed - Karzan Abdullah - Shakar Mushin - Rodney Buttigieg - Ghilhem Soro - Jordan Amiel - Luca Mosti - Matteo Prandelli - Maurizio Ganz - Simone Ghezzi - Stephane Juan |